# Buffy Summers
Pour les articles homonymes, voir Summers.
Buffy Summers est le personnage de fiction principal du film Buffy, tueuse de vampires (interprétée par Kristy Swanson), de la série télévisée Buffy contre les vampires (jouée par Sarah Michelle Gellar) et de nombreux produits dérivés tels que romans, comics et jeux vidéo. Figure centrale de la série, qui est le principal facteur de popularité du personnage, Buffy est une lycéenne tueuse de vampires, une élue à qui des puissances mystiques ont accordé une force surnaturelle pour combattre les forces démoniaques. Au fil des saisons, les téléspectateurs suivent sa destinée ainsi que celle du groupe d'amis qui la soutient dans sa lutte.

## Biographie

### Événements du film et antérieurs au début de la série
Buffy est la fille de Hank et Joyce Summers et naît à Los Angeles en Californie. Dans l'épisode Réminiscence, on apprend qu'elle a assisté, à l'âge de huit ans, à la mort de sa cousine Celya, développant ainsi une peur des hôpitaux. Dans Kendra, partie 1 est présentée la passion de Buffy pour le patinage artistique et plus spécialement la patineuse Dorothy Hamill pendant qu'elle-même apprend le patinage. Dans Mensonge, elle avoue avoir eu le béguin pour Billy "Ford" Fordham, un ami d'enfance.
En automne 1995, Buffy intègre le lycée Hemery de Los Angeles et devient ensuite une Pom-pom girl populaire. Plus tard, elle dit à Cordelia avoir été l'équivalente de la Reine de mai dans son ancien lycée. Un jour, Buffy est abordée par Merrick, un homme mystérieux qui lui dévoile son destin de Tueuse de vampires. Elle apprend dans l'épisode Sans défense de la saison 3, qu'Angel, son futur grand amour, et Whistler assistent à ses débuts. Elle est l'élue, la seule, et est chargée de lutter contre les forces du mal. Merrick est son premier observateur, un homme chargé par le conseil des observateurs de lui enseigner sa mission de tueuse. Il est assassiné par un vampire, Lothos. Pour le vaincre, Buffy met le feu au gymnase de son lycée. Dans l'épisode À la dérive, Buffy explique qu'elle avait confié à ses parents sa mission de tueuse et que ceux-ci, la pensant folle, l'envoyèrent en hôpital psychiatrique. Pour en sortir, elle nie sa mission. Renvoyée de son lycée de Los Angeles après avoir incendié le gymnase infesté de vampires, Buffy déménage à Sunnydale avec sa mère, fraîchement divorcée.

### Saison 1
Lors du premier épisode de la série, Bienvenue à Sunnydale, Buffy cherche à échapper à sa mission de tueuse. Elle fait la connaissance de Rupert Giles, son nouvel observateur, ainsi que d'Alex, Willow, Cordelia et Jesse avec qui elle se lie d'amitié. Réalisant très vite que Sunnydale se trouve sur une Bouche de l'Enfer et que personne n'y est en sécurité, elle retourne à sa mission mais ne peut empêcher la mort de Jesse, changé en vampire, ni garder son identité secrète. Buffy postule pour être pom-pom girl du lycée dans l'épisode Sortilèges mais échoue. Lorsqu'elle embrasse pour la première fois Angel, un mystérieux informateur pour qui elle a des sentiments, dans l'épisode Alias Angelus, celui-ci se révèle être un vampire, mais doté d'une âme. Ce dernier tue Darla devant elle afin de lui prouver qu'il est bien de son côté. Dans l'épisode  Le Manuscrit, Buffy apprend qu'une prophétie annonce qu'elle va être tuée par le Maître des vampires. D'abord fuyante, elle finit par accepter sa destinée et l'affronte. Tuée cliniquement, elle est sauvée par Alex et réussit à vaincre le Maître.

### Saison 2
Dans la deuxième saison, à son retour de vacances, Buffy semble distante, méprisante et joue même les provocatrices pour rendre Angel jaloux. Elle réduit le squelette du Maître en poussière, ce qui la libère de ses angoisses et la fait redevenir elle-même (épisode La Métamorphose de Buffy). Elle continue à combattre les forces du mal avec ses amis. Elle goûte les joies d'un amour interdit aux côtés d'Angel, et connaît de nouveaux combats avec Spike et Drusilla, les nouveaux vampires en ville. Elle fait également la rencontre de la nouvelle Tueuse, Kendra Young, activée pour la remplacer lors de la mort de Buffy. Toutefois, Kendra est tuée à la fin de la saison par Drusilla, compagne de Spike. Dans l'épisode Innocence, Buffy perd sa virginité avec Angel, levant la malédiction placée sur lui un siècle plus tôt par des bohémiens. Ces bohémiens lui ont donné une âme pour lui infliger des remords pour toutes les victimes qu'il a faites. Cette âme, destinée à le torturer et à le pousser vers le bien, lui est enlevée dès qu'Angel connait un moment de pur bonheur. Cet acte d'amour le rend heureux et Angel redevient alors Angelus, le vampire le plus infâme et mauvais de l'histoire. Dès son retour, il décide de détruire la vie de Buffy et rejoint Spike et Drusilla, ses anciens camarades de jeu. Ils se lancent dans le « remembrement » d'un monstre surnaturel appelé le Juge qui tuera tous les innocents. Aidée par les connaissances militaires et les armes d'Alex, Buffy contrecarre leurs plans et exécute le Juge, mais la rage pathologique d'Angelus continue à peser sur Buffy et ses amis, Buffy étant quant à elle réticente à le combattre en raison de ses sentiments pour lui. 
Dans le double épisode final de la saison, Acathla, Buffy est confrontée au plan d'Angelus pour détruire le monde et accepte à contrecœur une alliance avec Spike. Tout en préparant un plan avec Spike, Buffy est forcée de dévoiler son identité en tant que Tueuse à sa mère, qui exige que Buffy reste à la maison pour en discuter. Elle pose à Buffy un ultimatum, lui demandant de choisir entre elle et sa mission, et Buffy choisit la seconde solution. Pendant que Buffy combat Angelus, essayant de l'empêcher d'ouvrir un vortex vers une dimension de l'enfer, Willow reprend la formule de Jenny Calendar pour rendre son âme à Angel. Alex, chargé par Willow de prévenir Buffy, l'encourage au contraire à tuer Angel. Cependant, en plein milieu du combat, le charme de retour réussit, et Buffy voit Angel revenir à lui. Angelus a déjà ouvert le vortex et Buffy n'a d'autre choix que de tuer l'homme qu'elle aime. Elle transperce Angel avec une épée, l'envoyant en enfer et sauvant le monde. Choquée par cette épreuve et se souvenant de la phrase de sa mère lui interdisant de revenir, elle quitte Sunnydale pour Los Angeles.

### Saison 3
Au tout début de cette troisième saison Buffy est à Los Angeles et se fait appeler par son 2e prénom : Anne. Elle travaille en tant que serveuse et vit dans un minuscule appartement. Elle essaie de se faire toute petite et évite les combats. Mais son destin la rattrape et elle sauve dix personnes d'un démon avant de repartir affronter son destin à Sunnydale. Buffy reprend contact avec ses amis et sa famille. Elle est également confrontée au retour d'Angel qui est mystérieusement libéré de l'enfer. Il est fou, rongé par une puissance ancienne, La Force. Peu à peu, il récupère et chasse La Force ancestrale grâce à l'aide de Buffy (le Soleil de Noël). Buffy est toujours amoureuse de lui mais ils sont frustrés de ne pouvoir aller plus loin à cause de la malédiction et de la condition d'Angel. 
D'autre part, une nouvelle tueuse  Faith, fait son apparition (La Nouvelle Petite Sœur). Faith est au départ une alliée puissante et un espoir pour Buffy d'être remplacée par Faith pour mener une vie normale. Pourtant, un soir au cours d'un combat, Faith tue accidentellement un humain et repousse ses remords pour arborer un côté sombre et rebelle. Buffy essaye d'aider Faith, qui devient de plus en plus destructrice et déloyale. Faith trouve alors un ami, le Maire Richard Wilkins, sinistre fondateur de Sunnydale comme asile pour que les démons s'y alimentent. Le Maire emploie Faith pour qu'elle l'aide à préparer l'ascension, cérémonie qui le transformera en un réel démon lors de son discours, le jour de la remise des diplômes. Buffy travaille alors à contrecarrer ses plans et organiser une résistance. Angel, comprenant que Buffy et lui n'ont aucun futur, lui avoue qu'il quittera Sunnydale après la remise des diplômes (Les Chiens de l'enfer). Quand Buffy apprend qu'Angel est au bord de la mort, empoisonné par Faith, elle tente de tuer Faith car seul le sang d'une tueuse le guérira. Mais sa bataille avec Faith conduit cette dernière dans le coma. Buffy sauve alors Angel avec son propre sang, décision mal comprise par Alex. Dans le dernier épisode de la saison, la Cérémonie, Buffy mène ses camarades de classe dans une bataille à son apogée contre le maire transformé en serpent géant et ses sbires. Ce combat aboutit à une explosion qui détruit le maire aussi bien que le lycée de Sunnydale. Une fois la fumée de l'explosion dissipée, Buffy aperçoit Angel qui s'éloigne. Il part pour Los Angeles pour que Buffy puisse avoir une vie aussi normale que possible.

### Saison 4
Pendant la saison quatre, Buffy doit équilibrer ses fonctions de tueuse avec sa nouvelle vie en tant qu'étudiante à l'université. Sa difficulté à ajuster sa vie est encore compliquée face aux menaces aussi bien mystiques que naturelles (une histoire d'une nuit avec Parker Abrams, un play-boy charmant mais destructeur avec les filles). La relation de Buffy avec ses amis est également difficile car le gang semble démembré, chacun étant déconnecté des autres. Au niveau sentimental, Buffy attire l'attention sincère de Riley Finn, membre de l'Initiative, un groupe de travail gouvernemental des États-Unis créé pour rechercher et capturer les créatures mystiques et démoniaques, et ils entament une relation amoureuse lors de l'épisode Un silence de mort. Buffy joint brièvement ses forces avec l'équipe de Riley, menée par le Dr Maggie Walsh, chef de l'organisation militaire secrète et professeur de psychologie sur le campus. Cependant, Riley et Buffy quittent l'Initiative lorsque le professeur Walsh essaie de tuer Buffy (Piégée). Par la suite Buffy, Riley, et ses amis découvrent que le professeur Walsh a créé Adam, un hybride humain-démon-cyborg qui s'échappe de l'Initiative et essaye d'unir toutes les races de démons contre les humains.
Pendant ce temps, Faith se réveille de son coma et, à l'aide d'un dispositif mystique légué post mortem par le maire, permute son corps avec celui de Buffy (Une revenante, partie 1). Dans le corps de Faith, Buffy est capturée par les membres du Conseil des observateurs, qui essayent de l'envoyer en Angleterre. Elle parvient cependant à s'échapper et à convaincre Giles qu'elle est Buffy. Puis, avec l'aide de Willow et de Tara, elle parvient à regagner son corps. Buffy doit également faire face à Spike, qui, capturé par l'Initiative, est parvenu à s'enfuir. Pourtant, l'Initiative l'a rendu inoffensif en lui implantant une puce dans le cerveau (épisode Intrigues en sous-sol). Spike fournit alors son aide et ses informations à Buffy et ses amis en échange de sa protection. Buffy tolère sa présence mais pense que l'on ne peut pas lui faire confiance, un soupçon confirmé lorsqu'il s'allie temporairement avec Adam dans une tentative désespérée afin qu'il lui enlève sa puce (Facteur Yoko). Bien qu'ils aient été distants durant la saison, Buffy, Alex, Willow et Giles se réconcilient et combinent leurs essences par un charme qui aide Buffy à détruire Adam dans l'épisode Phase finale.

### Saison 5
Une petite sœur en pleine crise d'adolescente, Dawn, apparaît mystérieusement dans la vie de Buffy. Son existence a apparemment intégré des souvenirs à Buffy, ses amis et sa mère, dont la santé commence à se détériorer. Mais Buffy découvre, dans l'épisode Sœurs ennemies, que Dawn n'est pas sa véritable sœur lorsqu'elle lance un sort qui dévoile la magie. Dans le même épisode, elle apprend qu'un groupe de moines a « transféré » dans un corps humain (celui de Dawn) la « clef », une énergie cosmique qui peut ouvrir les portails interdimensionnels. Cette clef a été dissimulée car une déesse mentalement instable et dangereuse connue sous le nom de Gloria la recherche. Les moines étaient assurés que la Tueuse protégerait la clef comme sa sœur au péril de sa vie. Gloria cherche à employer la clef afin d'ouvrir le portail entre la Terre et sa dimension démoniaque, afin de la regagner. 
D'autre part, Spike se rend compte qu'il est tombé amoureux de Buffy et il aide alors régulièrement Buffy à chasser les démons. Le rapport entre Buffy et Riley se brise, principalement car Riley a l'impression que Buffy le néglige de plus en plus, et il préfère partir à la chasse aux démons avec l'armée (Par amour). Tandis que Buffy essaie de récupérer de cette rupture, elle repousse les avances de Spike et le bannit (grâce à la magie) de sa maison (La Déclaration). Buffy est peu après accablée par la mort de sa mère d'une rupture d'anévrisme (Orphelines). Giles entraîne Buffy à la recherche de son identité de Tueuse, et l'esprit de la première tueuse lui indique que « la mort est ton don » (en anglais : « death is your gift »), un message que Buffy a du mal à comprendre (La Quête). Lors de ce même épisode, Spike retrouve la confiance de Buffy en refusant de livrer à Gloria l'identité de la clé.
Alors que Gloria découvre enfin qui est la clef, Buffy et ses amis prennent la fuite avec Dawn mais, après une bataille prolongée dans le désert, Dawn est capturée par Gloria pour être sacrifiée (la Spirale). Buffy se sent coupable de l’enlèvement de Dawn et tombe dans un coma psychique tandis que Willow pénètre l'esprit de Buffy pour lui redonner confiance. Dans l'épisode final, l'Apocalypse, Buffy et ses amis attaquent en force la troupe de Gloria. Buffy finit par vaincre Gloria mais, en dépit des efforts de chacun, un démon emploie le sang de Dawn pour ouvrir le portail interdimensionnel. Seul le sang de Dawn peut fermer le portail mais ce sang, c'est aussi « le sang des Summers ». Buffy comprend alors la signification du message de la première tueuse et se jette alors dans la source mystique, sacrifiant sa vie pour sauver Dawn. Le portail se referme mais les amis de Buffy sont bouleversés par sa mort. Buffy est enterrée au cimetière de Sunnydale.

### Saison 6
Dans le premier épisode de la saison, Chaos, Buffy est ressuscitée par ses amis durant un rituel dangereux mené par Willow. Ses amis croient que le rituel ne fonctionne pas, mais Buffy se réveille dans son cercueil et est forcée de s’en extirper. Son retour à la vie terrestre est difficile à supporter : elle regrette que ses amis l’aient ramenée sur Terre car elle était en paix, au paradis et elle doit d’ailleurs à présent élever Dawn seule et faire face à des problèmes d’argent. Puisque ses amis croient qu'ils l'ont sauvée d'une dimension démoniaque, elle ne dit à personne qu’elle revient du Ciel. Elle se confie plus tard à Spike (Résurrection).  
Tout en se réacclimatant à la vie terrestre, Buffy doit faire face au Trio composé d'anciens étudiants geeks (Warren Mears, Andrew Wells et Jonathan Levinson), qui fait tout pour la déstabiliser en usant de magie et de technologie. Dans l'épisode musical, où tous se disent leurs vérités en chantant et en dansant, Buffy révèle à ses amis qu'elle était au paradis. Giles quitte peu après Sunnydale car Buffy se repose trop sur lui (Tabula rasa). 
Buffy tombe dans une dépression profonde et commence à entretenir une relation secrète, qui consiste à avoir des rapports sexuels malsains et sadomasochistes avec Spike, dans l'espoir de ressentir quelque chose (Écarts de conduite). Elle doit également travailler dans un fast-food pour gagner de l'argent et assurer l'avenir de Dawn et se force à réparer les problèmes que rencontrent ses proches, aussi bien la kleptomanie de Dawn que le penchant magique démesuré de Willow, récemment quittée par Tara. Buffy est aussi frustrée par ses nouveaux ennemis, le Trio, dont les crimes plutôt comiques au départ se développent et deviennent plus maléfiques au cours de la présente saison. Elle décide d’arrêter par la suite sa relation avec Spike, réalisant qu'elle se sert de lui (La roue tourne).
Plus tard, une réaction de Buffy, choquée (et un peu jalouse) par l'image de Spike faisant l'amour avec Anya, fait comprendre à Dawn et Willow la relation passée entre Buffy et Spike (épisode Entropie). Par la suite, Spike essaie de violer Buffy dans sa salle de bain ; Buffy se défend et arrive à le repousser, et Spike, dégoûté de ce qu’il vient de faire, quitte Sunnydale (Rouge passion). Dans le même épisode, Warren, furieux que Buffy ait contrecarré ses plans encore une fois, tire sur Buffy (qu'il blesse gravement) et touche accidentellement Tara. Tara meurt sur le coup mais Willow emploie ses pouvoirs magiques pour soigner Buffy. Révoltée, Willow devient une sorcière maléfique qui planifie la destruction du monde afin d'arrêter les souffrances des gens du monde entier. Au moment où il semble que plus personne ne puisse arrêter Willow, son plus vieil ami, Alex, la ramène à la raison. Après avoir combattu les démons envoyés par Willow, Buffy promet à Dawn de mettre fin à son comportement auto-destructeur et d'être là pour elle sans la surprotéger (Toute la peine du monde).

### Saison 7
Dans la septième saison, Buffy appréhende une nouvelle vision à propos de son destin, sa puissance, et sa condition féminine, lorsqu'elle est confrontée à la menace de La Force. Les Bringers, les agents de la Force, dépistent et tuent les Tueuses Potentielles partout dans le monde afin d'essayer d'éliminer la lignée des tueuses. De plus, le lycée de Sunnydale, plus maléfique que jamais, a rouvert, Dawn y est scolarisée et Buffy se voit proposer par le proviseur Robin Wood un poste de conseillère (Rédemption). Spike revient à Sunnydale avec une âme mais est manipulé par la Force. Réalisant cela, il demande à Buffy de le tuer mais elle choisit à la place de lui faire confiance (Ça a commencé).
La maison de Buffy devient rapidement un foyer pour les potentielles qui viennent à Sunnydale pour se faire protéger et Buffy devient leur chef. Spike est capturé par les Bringers qui versent son sang sur le sceau de Danzalthar, libérant ainsi un vampire extrêmement puissant, le Turok-Han. Malgré deux premières défaites, Buffy gagne la confiance des Tueuses en parvenant à tuer le Turok-Han, et délivre Spike (Exercice de style). Plus tard, elle choisit de lui faire enlever sa puce qui s'est déréglée et menace de le tuer (Duel). Buffy cherche les conseils et l'aide des hommes de l’ombre, qui ont créé la Première Tueuse mais elle refuse leur offre d’augmenter sa puissance en lui faisant ingurgiter l'essence d'un démon, ne voulant pas compromettre son intégrité (Retour aux sources). Buffy referme ensuite le sceau de Danzalthar en manipulant Andrew, lui faisant croire qu'elle va le tuer pour fermer le sceau et le poussant à reconnaître sa culpabilité, ses larmes scellant le pentacle (Sous influence).
Buffy travaille pour former une armée contre la Force, mais ses liens avec Giles se distendent lorsque celui-ci essaie d'éliminer Spike avec l'aide de Robin Wood car il craint que la Force ne se serve de lui (Un lourd passé).  Lorsque Caleb, le bras droit de la Force, arrive à Sunnydale, Buffy lance une attaque contre lui mais il tue deux potentielles, éborgne Alex, et fait beaucoup de blessés, ce qui plonge Buffy dans le doute (l'Armée des ombres). Les potentielles perdent de plus en plus foi en la conduite de Buffy à cause des dangers qu’elle leur fait courir. Elles mènent une révolte et finissent par choisir Faith en tant que nouveau chef, Dawn demandant à Buffy de partir de la maison (la Fronde). Seul Spike demeure fidèle à Buffy et la retrouve pour lui redonner confiance en elle. Seule, elle sauve les potentielles après que Faith les a menées dans un piège désastreux, regagnant alors leur confiance. Elle trouve alors une faux magique forgée pour la Tueuse et qui décuple ses pouvoirs (Contre-attaque).
Angel revient à Sunnydale pour aider Buffy, qui admet que Spike a maintenant une place dans son cœur et exprime l'espoir qu'elle et Angel pourraient avoir une nouvelle chance d’être ensemble dans l’avenir. Angel lui donne une amulette mystique. Buffy passe deux nuits avec Spike avant la bataille finale contre les armées de la Force (sans qu'il ne soit clairement montré s'ils ont à nouveau couché ensemble ou non). Dans le dernier épisode de la série, La Fin des temps, partie 2, Buffy demande à Willow d’utiliser la magie de la faux pour activer chacune des Tueuses potentielles dans le monde. La bande de potentielles se transforme en une armée de Tueuses, qui combattent les Turok-Han. Spike, à l'aide de l'amulette mystique, se sacrifie pour détruire l’armée de vampires et ferme définitivement la bouche de l’enfer. Avant qu’il ne meure, Buffy lui avoue qu'elle l'aime. Mais Spike ne la croit pas et pense qu'elle le lui dit juste parce qu'il va sauver le monde, en gage de remerciements. Finalement, Buffy et les survivants s'échappent pendant que Sunnydale devient un cratère énorme. Buffy, désormais libérée d'avoir le poids du monde sur ses seules épaules, peut choisir de mener sa propre vie.

### Comics
Hormis les mentions dans la série Angel et une apparition dans le comic Tales of the Vampires: Antique, Buffy n'a pas fait d'apparition canonique jusqu'en 2007, lorsque la série a été ressuscitée par son créateur Joss Whedon en tant que comic book.
Dans la saison huit, la troupe de Buffy est dispersée autour du monde pour entraîner les Tueuses activées. Avec un entourage mystique et un large arsenal technologique, Buffy et ses amis surveillent les menaces démoniaques à un niveau plus mondial. Pour la protection de Buffy, certaines Tueuses sont placées pour distraire les démons. À la suite de la destruction de Sunnydale, un groupe militaire américain mené par le Général Voll commence à voir les tueuses comme une armée de terroristes. Dans Un long retour au bercail, Voll recrute l'aide d'Amy Madison et de son petit ami ressuscité, mais toujours sans peau Warren Mears, pour l’aider à détruire Buffy. Enfin, lors de la confrontation, le Général Voll explique que sa méfiance envers les Tueuses est ancrée dans sa crainte que la nature démoniaque de leurs puissances ne les mène à devenir maléfiques et ennemies de la race humaine. Après avoir écarté cette menace, Buffy est confrontée tout au long de cette saison à un groupe dirigé par le mystérieux Twilight. Elle découvre finalement que Twilight n'est autre qu'Angel. Celui-ci est finalement possédé par l'entité Twilight, qui tient ses pouvoirs de la graine qui est la source de toute magie. Quand Twilight tue Giles, Buffy détruit la graine, délivrant Angel de sa possession, mais détruisant du même coup toute magie sur Terre, ce qui prive Willow de ses pouvoirs. Buffy, privée de son statut de leader des Tueuses à travers le monde, reprend ses activités à San Francisco à une échelle plus réduite.
Dans la saison neuf, Buffy affronte des vampires nouvellement créés qui, en raison de la disparition de la magie, sont sauvages et décérébrés. Ses principaux adversaires sont toutefois la Tueuse renégate Simone Doffler et Severin, un jeune homme ayant le pouvoir de drainer les démons et les Tueuses de leur magie. Pour sauver Dawn, mourante en raison de la disparition de la magie, Buffy part pour le Puits sépulcral en compagnie de Willow, qui a réussi à récupérer ses pouvoirs, et d'Alex. Ce dernier a néanmoins livré des informations à Severin et Simone, dans le but de sauver Dawn, et tous deux pénètrent également dans le Puits. Alors que Severin prend conscience de ses erreurs, Buffy doit combattre Simone, engendrée par le démon ayant créé le premier vampire. Buffy finit par la tuer avec la Faux magique. Severin meurt peu après en transférant toute la magie qu'il a absorbée dans une nouvelle graine de la magie. Dawn est guérie par Willow et Buffy pardonne à Alex sa trahison, mais Buffy et Willow découvrent que le retour de la magie a des conséquences imprévues sur les nouveaux vampires.
Dans la saison dix, Buffy combat les zompires avec ses amis, puis reçoit les renforts de Faith et de Giles, ramené à la vie sous l'apparence d'un enfant.

## Caractérisation

### Origines
Le personnage de Buffy Summers a été au commencement créé de manière à renverser le cliché de la fille blonde typique de film d'horreur qui se fait tuer par le monstre. Ironiquement, Sarah Michelle Gellar a joué dans ce genre de rôle dans les films, Souviens-toi... l'été dernier et Scream 2, avant de parodier la jolie demoiselle en détresse, Daphne Blake, dans Scooby-Doo. Inspiré par la force de sa propre mère, Joss Whedon a déclaré que « Rhonda la serveuse immortelle » était la première incarnation de Buffy dans sa tête, une fille apparemment insignifiante qui s'avère en fait être extraordinaire. Le choix du nom de Buffy lui-même n'est pas fortuit, Whedon voulant qu'il fasse le moins sérieux possible. Bien que Whedon n'ait pas pu imposer la vision de Buffy qu'il aurait voulu dans le film de 1992, une deuxième chance lui a été donnée, lorsque Gail Berman l'a approché avec l'idée de la recréer dans une série télévisée. Joss Whedon a par la suite affirmé avoir toujours voulu que le personnage de Buffy devienne une icône représentant le pouvoir féminin, un phénomène culturel qui marquerait l'histoire de la télévision.  
Adaptant le concept du film dans une série télévisée, Whedon décide de réadapter légèrement le personnage de Buffy. La Pom-pom girl superficielle du film original est devenue plus mûre et ouverte d’esprit, s’identifiant plus avec les exclus sociaux tels que Willow et Alex, le personnage de Cordelia a été créé pour incarner l’ancienne Buffy qu’elle était par le passé. Ironiquement, l'actrice qui a joué Cordelia, Charisma Carpenter, avait à l'origine auditionné pour le rôle de Buffy, mais il a été attribué à Sarah Michelle Gellar par la suite. Whedon a admis que la personnalité de Buffy a été en grande partie basée sur celle de Kitty Pryde, un personnage des comics des super-héros X-Men, dont le chef, Scott Summers, partage le nom de famille de Buffy.

### Choix de l'interprète
En plus de Sarah Michelle Gellar, les actrices Julie Benz et Charisma Carpenter ont aussi postulé pour le rôle de Buffy. Roz Kaveney remarque qu'elles interprètent, dans la série, deux alter ego de Buffy : Julie Benz joue Darla, la rivale qu'Angel élimine, alors que Charisma Carpenter joue Cordelia Chase, qui a la même personnalité que Buffy avant qu'elle soit investie de ses pouvoirs. Katie Holmes a aussi été contactée pour interpréter le rôle mais a décliné l'offre pour pouvoir terminer ses études. Sarah Michelle Gellar auditionnait quant à elle à l'origine pour le rôle de Cordelia mais Joss Whedon et les autres producteurs la voyaient mieux dans le rôle de Buffy.

## Impact culturel
En 2005, la chaîne de télévision américaine Bravo TV la nomme 13e meilleur personnage de série télévisée de tous les temps. En 2010, Entertainment Weekly la classe à la 3e place des 100 plus grands personnages de fiction de ces 20 dernières années.